# Municipio de Bradys Bend
El municipio de Bradys Bend (en inglés: Bradys Bend Township) es un municipio ubicado en el condado de Armstrong en el estado estadounidense de Pensilvania. En el año 2000 tenía una población de 939 habitantes y una densidad poblacional de 28.5 personas por km².

## Geografía
El municipio de Bradys Bend se encuentra ubicado en las coordenadas 41°00′03″N 79°36′59″O / 41.00083, -79.61639.

## Demografía
Según la Oficina del Censo en 2000 los ingresos medios por hogar en la localidad eran de $29,286 y los ingresos medios por familia eran $38,036. Los hombres tenían unos ingresos medios de $28,594 frente a los $19,205 para las mujeres. La renta per cápita para la localidad era de $17,797. Alrededor del 17,3% de la población estaban por debajo del umbral de pobreza.